# Йоганн Хорват
Йоганн «Гансі» Хорват (нім. Johann Horvath, нар. 20 травня 1903 — пом. 30 липня 1968) — австрійський футболіст, нападник. Один з найкращих бомбардирів в історії національної збірної.

## Клубна кар'єра
Свій шлях у великий футбол Йоганн Хорват розпочав у невеликому віденському клубі «Сіммерингер». З дев'ятнадцяти років — гравець основного складу. В сезоні 1923/24 Йоганн забиває за команду 12 голів і отримує запрошення до збірної Австрії. В чемпіонаті 1926 року його команда посідає 3-є місце, найкраще місце в своїй історії. Через рік переходить до складу одного з грандів австрійського футболу — «Рапіда».
Сезон 1927/28 «зелено-білі» розпочали з ігор в новострореному кубкові Мітропи. В першому ж матчі, проти сплітського «Хайдук», забиває перший м'яч за нову команду. Забиває він і наступному супернику, чеській «Славії». Бере участь в обох фінальних поєдинках проти празької «Спарти». В чемпіонаті команда займає друге місце, а Йоганн забиває 16 голів, найбільшу кількість у своїй кар'єрі. В наступному році «Рапід» доходить до фіналу обох кубкових турнірів. У Австрії сильнішою виявилася «Адміра», у Європі — «Ференцварош» із Будапешта. У кубку Мітропи стає найрезультативнішим гравцем команди (6 голів). В чемпіонаті 1929 року Й.Хорват здобуває свій перший трофей — чемпіона Австрії. В наступному сезоні «Рапід» знову найкращий клуб Австрії, але Йохан проводить у команді третину чемпіонату і переходить до іншого віденського клубу — «Ваккера», де грає впродовж трьох років.
Ще три сезони провів у ФК «Відень». По закінченні сезону 1934/35 повертається в свій перший клуб — «Сіммерингер», який за відсутність Хорвата понизився у класі. В «Сіммерингері» грає до 1940 року, допомагає команді підвищитись у класі та провести один сезон серед найсильніших. В 1941 році займає посаду граючого тренера команди другого дивізіону ПСВ («Поліцейське спортивне товариство», Відень).

## У збірній Австрії
В головній команді країни дебютував 13 січня 1924 року проти збірної Німеччини. Відразу став гравцем основного складу. В дев'яти матчах 1924 року забив вісім голів. 7 квітня 1929 встановив новий рекорд результативності збірної Австрії — 19 забитих м'ячів. На чемпіонаті світу-34 Йохан Хорват і Антон Шалль по черзі грали на позиції лівого інсайда. Відкрив рахунок у матчі 1/4 фіналу проти збірної Угорщини. У матчі за 3-є місце забив свій останній, 29-й гол за збірну. Цей рекорд протримався 46 років. Тільки в 1980 році Гансу Кранклю вдалося перевершити це досягнення. На сьогодні більше голів за збірну вдалося провести і Антону Польстеру. Після чемпіонату світу Йоганн Хорват провів останній, 46-й матч за збірну (програш 1:3 Угорщині в Будапешті). Більше поєдинків на той час провів лише захисник Йозеф Блюм — 51 матч.

## Досягнення
- 4-е місце на чемпіонаті світу 1934
- Переможець кубка Центральної Європи 1932
- 2-е місце в кубку Центральної Європи 1930
- Фіналіст кубка Мітропи: 1927, 1928
- Чемпіон Австрії: 1929, 1930
- Віце-чемпіон Австрії: 1928
- Третій призер чемпіонату Австрії: 1926

## Статистика
| Клуб              | Роки виступу      | Чемпіонат | Чемпіонат | Кубок | Кубок | Кубок Мітропи | Кубок Мітропи | Всього | Всього |
| Клуб              | Роки виступу      | Матчі     | Голи      | Матчі | Голи  | Матчі         | Голи          | Матчі  | Голи   |
| ----------------- | ----------------- | --------- | --------- | ----- | ----- | ------------- | ------------- | ------ | ------ |
| «Зіммерингер»     | 1932 — 1935       | 118       | 51        | ?     | 3     | -             | -             | ?      | 54     |
| «Рапід» (Відень)  | 1927 — 1930       | 44        | 24        | 8     | 4     | 19            | 9             | 71     | 37     |
| «Ваккер» (Відень) | 1929 — 1933       | 61        | 15        | ?     | 8     | -             | -             | ?      | 23     |
| ФК «Відень»       | 1932 — 1935       | 35        | 15        | ?     | 2     | -             | -             | ?      | 17     |
| «Зіммерингер»     | 1937 — 1938       | ?         | 0         | ?     | 0     | -             | -             | ?      | 0      |
| Всього за кар'єру | Всього за кар'єру | ?         | 105       | ?     | 17    | 19            | 9             | ?      | 126    |

| №  | Місце     | Дата       | Суперник       | Рахунок | Голи            | №  | Місце     | Дата       | Суперник       | Рахунок | Голи            |
| -- | --------- | ---------- | -------------- | ------- | --------------- | -- | --------- | ---------- | -------------- | ------- | --------------- |
| 1  | Нюрнберг  | 13.01.1924 | Німеччина      | 3:4     | Гол             | 24 | Будапешт  | 6.05.1928  | Угорщина       | 5:5     |                 |
| 2  | Генуя     | 20.01.1924 | Італія         | 3:0     |                 | 25 | Стокгольм | 29.07.1928 | Швеція         | 3:2     |                 |
| 3  | Загреб    | 10.02.1924 | Югославія      | 4:1     |                 | 26 | Відень    | 7.10.1928  | Угорщина       | 5:1     |                 |
| 4  | Будапешт  | 4.05.1924  | Угорщина       | 2:2     | Гол             | 27 | Прага     | 17.03.1929 | Чехословаччина | 3:3     |                 |
| 5  | Відень    | 21.05.1924 | Болгарія       | 6:0     | Гол · Гол · Гол | 28 | Відень    | 7.04.1929  | Італія         | 3:0     | Гол · Гол       |
| 6  | Відень    | 22.06.1924 | Єгипет         | 3:1     | Гол             | 29 | Відень    | 5.05.1929  | Угорщина       | 2:2     |                 |
| 7  | Відень    | 14.09.1924 | Угорщина       | 2:1     | Гол             | 30 | Відень    | 15.09.1929 | Чехословаччина | 2:1     |                 |
| 8  | Відень    | 9.11.1924  | Швеція         | 1:1     |                 | 31 | Будапешт  | 6.10.1929  | Угорщина       | 1:2     |                 |
| 9  | Барселона | 21.12.1924 | Іспанія        | 1:2     | Гол             | 32 | Берн      | 27.10.1929 | Швейцарія      | 3:1     | Гол             |
| 10 | Відень    | 22.03.1925 | Швейцарія      | 2:0     | Гол             | 33 | Прага     | 23.03.1930 | Чехословаччина | 2:2     | Гол · Гол       |
| 11 | Стокгольм | 5.07.1925  | Швеція         | 4:2     | Гол · Гол · Гол | 34 | Відень    | 14.05.1930 | Англія         | 0:0     |                 |
| 12 | Хельсінкі | 10.07.1925 | Фінляндія      | 2:1     |                 | 35 | Будапешт  | 1.06.1930  | Угорщина       | 1:2     |                 |
| 13 | Будапешт  | 20.09.1925 | Угорщина       | 1:1     |                 | 36 | Відень    | 21.09.1930 | Угорщина       | 2:3     |                 |
| 14 | Відень    | 27.09.1925 | Іспанія        | 0:1     |                 | 37 | Мілан     | 22.02.1931 | Італія         | 1:2     | Гол             |
| 15 | Берн      | 8.11.1925  | Швейцарія      | 0:2     |                 | 38 | Відень    | 12.04.1931 | Чехословаччина | 2:1     | Гол             |
| 16 | Льєж      | 13.12.1925 | Бельгія        | 4:3     |                 | 39 | Відень    | 3.05.1931  | Угорщина       | 0:0     |                 |
| 17 | Відень    | 10.10.1926 | Швейцарія      | 7:1     | Гол · Гол · Гол | 40 | Будапешт  | 2.10.1932  | Угорщина       | 3:2     |                 |
| 18 | Відень    | 7.11.1926  | Швеція         | 3:1     | Гол             | 41 | Відень    | 23.10.1932 | Швейцарія      | 3:1     |                 |
| 19 | Відень    | 10.04.1927 | Угорщина       | 6:0     | Гол             | 42 | Будапешт  | 30.04.1933 | Угорщина       | 1:1     |                 |
| 20 | Відень    | 22.05.1927 | Бельгія        | 4:1     |                 | 43 | Відень    | 25.04.1934 | Болгарія       | 6:1     | Гол · Гол · Гол |
| 21 | Цюрих     | 29.05.1927 | Швейцарія      | 4:1     |                 | 44 | Болонья   | 31.05.1934 | Угорщина       | 2:1     | Гол             |
| 22 | Прага     | 18.09.1927 | Чехословаччина | 0:2     |                 | 45 | Неаполь   | 7.06.1934  | Німеччина      | 2:3     | Гол             |
| 23 | Будапешт  | 25.09.1927 | Угорщина       | 3:5     |                 | 46 | Будапешт  | 7.10.1934  | Угорщина       | 1:3     |                 |

Статистика виступів на чемпіонаті світу:
| 1/4 фіналу 31 травня 1934 |

| Австрія             | 2 — 1 | Угорщина          |
| ------------------- | ----- | ----------------- |
| Хорват 7' Цишек 51' | Звіт  | Шароші 60' (пен.) |

| Болонья Глядачів: 14 000 |

Австрія: Петер Платцер, Франц Цізар, Карл Сеста, Франц Вагнер, Йозеф Смістик, Йоганн Урбанек, Карл Цишек, Йозеф Біцан, Маттіас Сінделар, Йоганн Хорват (), Рудольф Фіртль. Тренер — Гуго Майзль.
Угорщина: Анталь Сабо, Йожеф Ваго, Ласло Штернберг (), Іштван Палоташ, Дьордь Сюч, Анталь Салаї, Імре Маркош, Іштван Авар, Дьордь Шароші, Геза Тольді, Тібор Кемень. Тренер — Еден Надаш.
| за 3 місце 7 червня 1934 |

| Австрія              | 2 — 3 | Німеччина               |
| -------------------- | ----- | ----------------------- |
| Хорват 30' Сеста 55' | Звіт  | Ленер 1', 42' Конен 29' |

| «Стадіо Партенорео» Неаполь Глядачів: 7 000 |

Австрія: Петер Платцер, Франц Цізар, Карл Сеста, Франц Вагнер, Йозеф Смістик, Йоганн Урбанек, Карл Цишек, Георг Браун, Йозеф Біцан, Йоганн Хорват (), Рудольф Фіртль. Тренер — Гуго Майзль.
Німеччина: Ганс Якоб, Пауль Янес, Вільгельм Буш, Пауль Зелінський, Райнгольд Мюнценберг, Якоб Бендер, Ернст Ленер, Отто Зіффлінг, Едмунд Конен, Фріц Шепан (), Маттіас Гайдеманн. Тренер — Отто Нерц.

### Статистика виступів у кубку Мітропи
| №                      | Розіграш               | Стадія                 | Дата та місце проведення | Команда 1              | Рахунок | Команда 2         | Голи          |
| ---------------------- | ---------------------- | ---------------------- | ------------------------ | ---------------------- | ------- | ----------------- | ------------- |
| 1                      | 1927                   | 1/4                    | 14.08.1927 Відень        | Рапід (Відень)         | 8:1     | Хайдук (Спліт)    | 70'           |
| 2                      | 1927                   | 1/4                    | 21.08.1927 Спліт         | Хайдук (Спліт)         | 0:1     | Рапід (Відень)    |               |
| 3                      | 1927                   | 1/2                    | 28.09.1927 Прага         | Славія (Прага)         | 2:2     | Рапід (Відень)    | 58'           |
| 4                      | 1927                   | 1/2                    | 2.10.1927 Відень         | Рапід (Відень)         | 2:1     | Славія (Прага)    |               |
| 5                      | 1927                   | фінал                  | 30.10.1927 Прага         | Спарта (Прага)         | 6:2     | Рапід (Відень)    |               |
| 6                      | 1927                   | фінал                  | 13.11.1927 Відень        | Рапід (Відень)         | 2:1     | Спарта (Прага)    |               |
| 7                      | 1928                   | 1/4                    | 20.08.1928 Відень        | Рапід (Відень)         | 6:4     | Хунгарія          | 57' 73'       |
| 8                      | 1928                   | 1/4                    | 25.08.1928 Будапешт      | Хунгарія               | 3:1     | Рапід (Відень)    |               |
| 9                      | 1928                   | 1/4                    | 1.09.1928 Відень         | Рапід (Відень)         | 1:0     | Хунгарія          |               |
| 10                     | 1928                   | 1/2                    | 8.09.1928 Прага          | Вікторія (Жижков)      | 4:3     | Рапід (Відень)    |               |
| 11                     | 1928                   | 1/2                    | 16.09.1928 Відень        | Рапід (Відень)         | 3:2     | Вікторія (Жижков) | 47'           |
| 12                     | 1928                   | 1/2                    | 23.09.1928 Відень        | Рапід (Відень)         | 3:1     | Вікторія (Жижков) | 8' 14' (пен.) |
| 13                     | 1928                   | фінал                  | 28.10.1928 Будапешт      | Ференцварош            | 7:1     | Рапід (Відень)    | 85'           |
| 14                     | 1928                   | фінал                  | 11.11.1928 Будапешт      | Рапід (Відень)         | 5:3     | Ференцварош       |               |
| 15                     | 1929                   | 1/4                    | 23.06.1929 Відень        | Рапід (Відень)         | 5:1     | Дженоа            |               |
| 16                     | 1929                   | 1/4                    | 18.07.1929 Генуя         | Дженоа                 | 0:0     | Рапід (Відень)    |               |
| 17                     | 1929                   | 1/2                    | 21.08.1929 Будапешт      | Уйпешт                 | 2:1     | Рапід (Відень)    |               |
| 18                     | 1929                   | 1/2                    | 25.08.1929 Відень        | Рапід (Відень)         | 3:2     | Уйпешт            | 52'           |
| 19                     | 1929                   | 1/2                    | 26.09.1929 Будапешт      | Уйпешт                 | 3:1     | Рапід (Відень)    |               |
| Всього у кубку Мітропи | Всього у кубку Мітропи | Всього у кубку Мітропи | Всього у кубку Мітропи   | Всього у кубку Мітропи | 19      |                   | 9             |